# Ången
Ången är en sjö i Nyköpings kommun i Södermanland och ingår i Trosaån-Svärtaåns kustområde. Sjön har en area på 2,41 kvadratkilometer och ligger 12,2 meter över havet. Sjön avvattnas av vattendraget Ångaån. Vid provfiske har bland annat abborre, braxen, gers och gädda fångats i sjön.

## Delavrinningsområde
Ången ingår i det delavrinningsområde (651653-157898) som SMHI kallar för Utloppet av Ången. Medelhöjden är 26 meter över havet och ytan är 15,77 kvadratkilometer. Det finns inga avrinningsområden uppströms utan avrinningsområdet är högsta punkten. Avrinningsområdets utflöde Ångaån mynnar i havet. Avrinningsområdet består mestadels av skog (70 procent). Avrinningsområdet har 2,41 kvadratkilometer vattenytor vilket ger det en sjöprocent på 15,3 procent.

## Fisk
Vid provfiske har följande fisk fångats i sjön:
- Abborre
- Braxen
- Gärs
- Gädda
- Löja
- Mört
- Sarv